# Munwiller
Munwiller je občina v departmaju Haut-Rhin francoske regije Alzacija.
Leta 1990 je v občini živelo 367 oseb oz. 54 oseb/km².